# Нененко, Валерий Георгиевич
Вале́рий Гео́ргиевич Нене́нко (30 марта 1950, Воронеж, СССР) — советский футболист, нападающий, тренер.

## Карьера

### Клубная
Футболом начал заниматься в 7 лет. В 12 лет записался в секцию ФК «Энергия» (Воронеж). После окончания школы, в сентябре 1967 года, Валерия зачислили в команду мастеров «Труд». Два года выступал за дублирующий состав команды. Выступал на позиции центрального нападающего или нападающего со смещением влево. В 1969 году был переведён в основной состав.
В 1970 году перешёл в смоленскую «Искру», где одновременно проходил воинскую службу. После «Искры» недолго играл за «Металлург» (Жданов) и год в ФК «Металлург» (Липецк).
После Липецка вернулся в родной Воронеж, где играл за «Труд» со второго круга 1974 года и до 1977 года. В 27 лет завершил карьеру игрока.
Вот как сам себя оценивал Нененко:
Средний игрок второй лиги. Частенько передерживал мяч, считался индивидуалистом. Обладал неплохим ударом с правой ноги, умел пробить головой, хорошо бежал. Но не хватало технической оснащенности, может даже, большей ловкости во владении мячом. Остальное было при мне, особенно самоотверженность.Валерий Нененко
Кандидат в мастера спорта. Привлекался в состав юношеской сборной РСФСР.

### Тренерская
Окончил Воронежский педагогический институт. Также окончил Высшую школу тренеров, где учился вместе с Валерием Газзаевым, Александром Тархановым, Леонидом Ткаченко, Алексем Петрушиным, Владимиром Онищенко и другими.
На тренерской работе с 1977 года. Десять лет работал детским тренером в ДЮСШ-15 (Воронеж).
С 1988—1989 гг., совмещая учёбу в ВШТ, работал вторым тренером ФК «Факел», где отвечал за фиксацию технико-тактических действий, наговаривал на диктофон, потом расшифровывал.
После был главным тренером ФК «Буран» (Воронеж), «Факел», «Кристалл».
Самым успешным периодом тренерской карьеры Нененко считается работа в «Факеле» с 1999 по 2001 годы. В декабре 1998 года его, успешно руководившего смоленским «Кристаллом», пригласил на тренерский пост президент «Факела» Юрий Михайлович Батищев. Нененко отказался от трёхкомнатной квартиры в Смоленске и принял приглашение. В 1999 году «Факел», заняв второе место в первом дивизионе, вышел в высший дивизион, где играл на протяжении двух сезонов. Этот результат является лучшим для ФК «Факел» в истории.
После «Факела» тренировал ФК «Черноморец», «Салют-Энергия», «Динамо» (Воронеж).
В 2005 году был главным тренером ФК «Ротор-2».
В 2006 году тренировал «Факел». Зимой 2007 был уволен из клуба, из-за тяжёлой финансовой ситуации в команде.
В 2012 году тренировал ФК «Астрахань». Покинул команду из-за разногласий с президентом клуба Александром Колосовым.
Преподавал на тренерских курсах повышения квалификации МОА «Черноземье». В сентябре 2013 года стал тренером детской команды «Спарта» (Воронеж).
С января 2021 года (по состоянию на октябрь 2021 года) — скаут (селекционер) петербургского «Зенита» по региону Черноземье для отбора игроков в зенитовскую академию.

## Семья
Отец — Георгий Николаевич всю жизнь проработал водителем междугороднего автобуса. Умер в 1990 году.
Мать — Луиза Алексеевна, окончив техникум, работала мастером, потом начальником цеха на заводе радиодеталей. В 1964 году она перешла на завод «Электроника». Умерла в 2010 году.
Брат — Сергей Георгиевич.
Сын Роман (род. 1977).

## Достижения

### Клубная карьера
- Победитель Второй лиги СССР (2 зона): 1971.

### Тренерская карьера
- Двукратный серебряный призёр Первого дивизиона ПФЛ: 1999, 2002 (выход в Высший дивизион).